# Jimmy (M.I.A.)
Jimmy è un singolo della rapper britannica M.I.A., pubblicato il 10 luglio 2007 come terzo estratto dal secondo album in studio Kala.

## Produzione
La canzone è stata scritta da M.I.A., Switch e Bappi Lahiri, ma è stata prodotta da i primi due. Jimmy é una cover del brano Jimmy Jimmy Aaja Aaja colonna sonora del film Disco Dancer.

## Classifiche
| Classifica (2007)             | Posizione massima |
| ----------------------------- | ----------------- |
| Australia                     | 7                 |
| Grecia                        | 49                |
| Regno Unito                   | 66                |
| Regno Unito (independent)     | 1                 |
| Stati Uniti (dance club play) | 28                |